# (33060) 1997 VY
1997 VY (asteroide 33060) é um asteroide da cintura principal. Possui uma excentricidade de 0.34074910 e uma inclinação de 2.97653º.
Este asteroide foi descoberto no dia 1 de novembro de 1997 por Takao Kobayashi em Oizumi.